# 汲沦谷

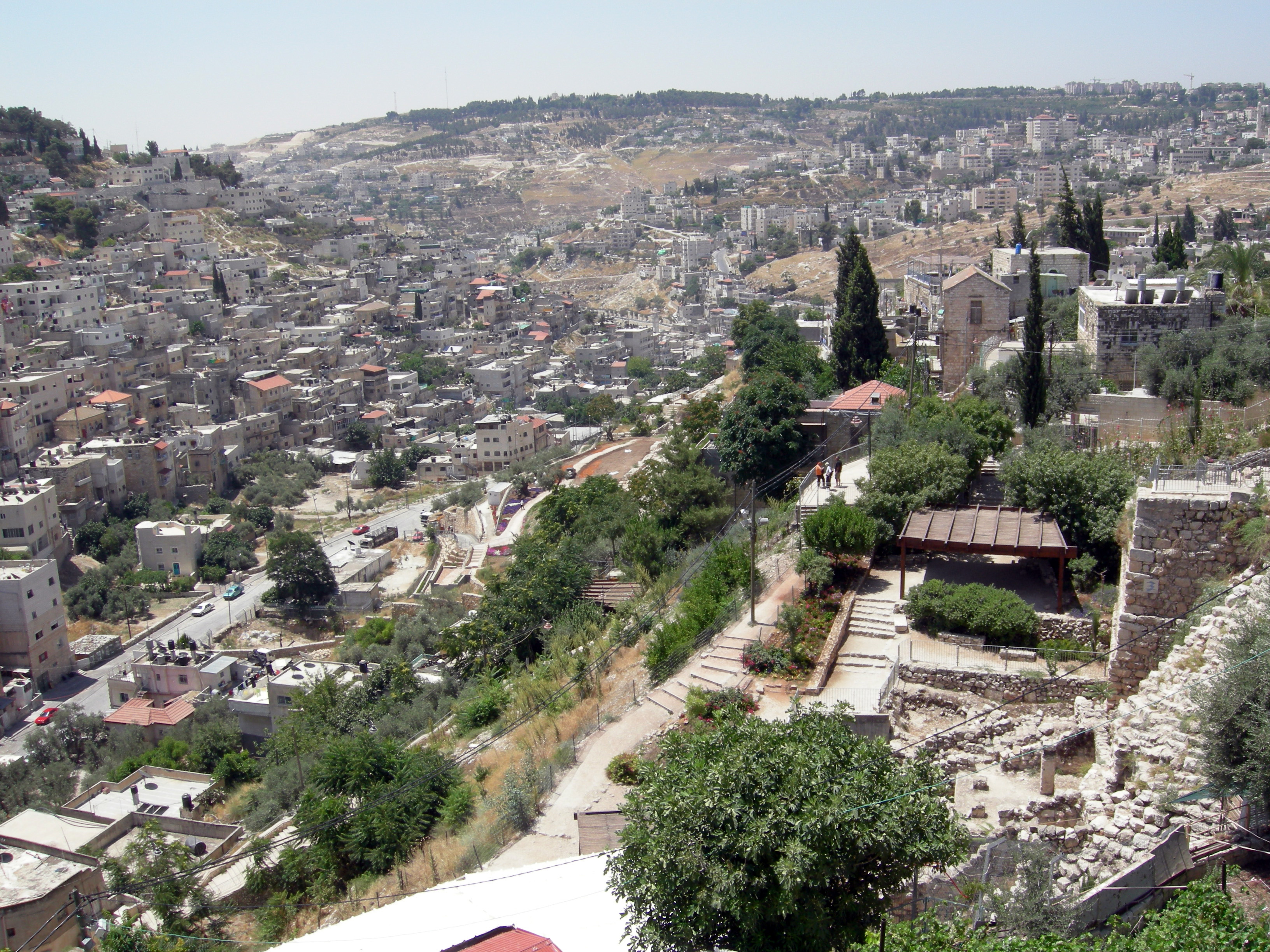
汲沦谷

汲沦谷（希伯來語：נחל קדרון，Naḥal Qidron）是沿着耶路撒冷老城东城墙外的一道山谷，将圣殿山和橄榄山隔开，而从橄榄山再向东穿过犹大旷野，就到达死海。犹太居民点凱達就得名于汲沦谷，位于汲沦谷上方的山脊；另一个居民点喬茲乾河则采用了汲沦谷的阿拉伯语名称。在多雨的冬季，偶然的山洪暴发会在山谷中形成一条间歇性的溪流。

## 在圣经中
《圣经》多次提及汲沦谷。汲沦谷是许多犹太人坟墓的所在，包括押沙龙墓、希悉子孙墓和撒迦利亚墓。
据《希伯来圣经》记载，在押沙龙造反期间，大卫王從汲沦谷逃走。
据《新约圣经》记载，耶稣多次穿过汲沦谷往来于耶路撒冷和伯大尼之间。